# Arapaho, Oklahoma
Arapaho är administrativ huvudort i Custer County i Oklahoma. Arapaho hade 796 invånare enligt 2010 års folkräkning.